# Mulheres na agricultura no Japão

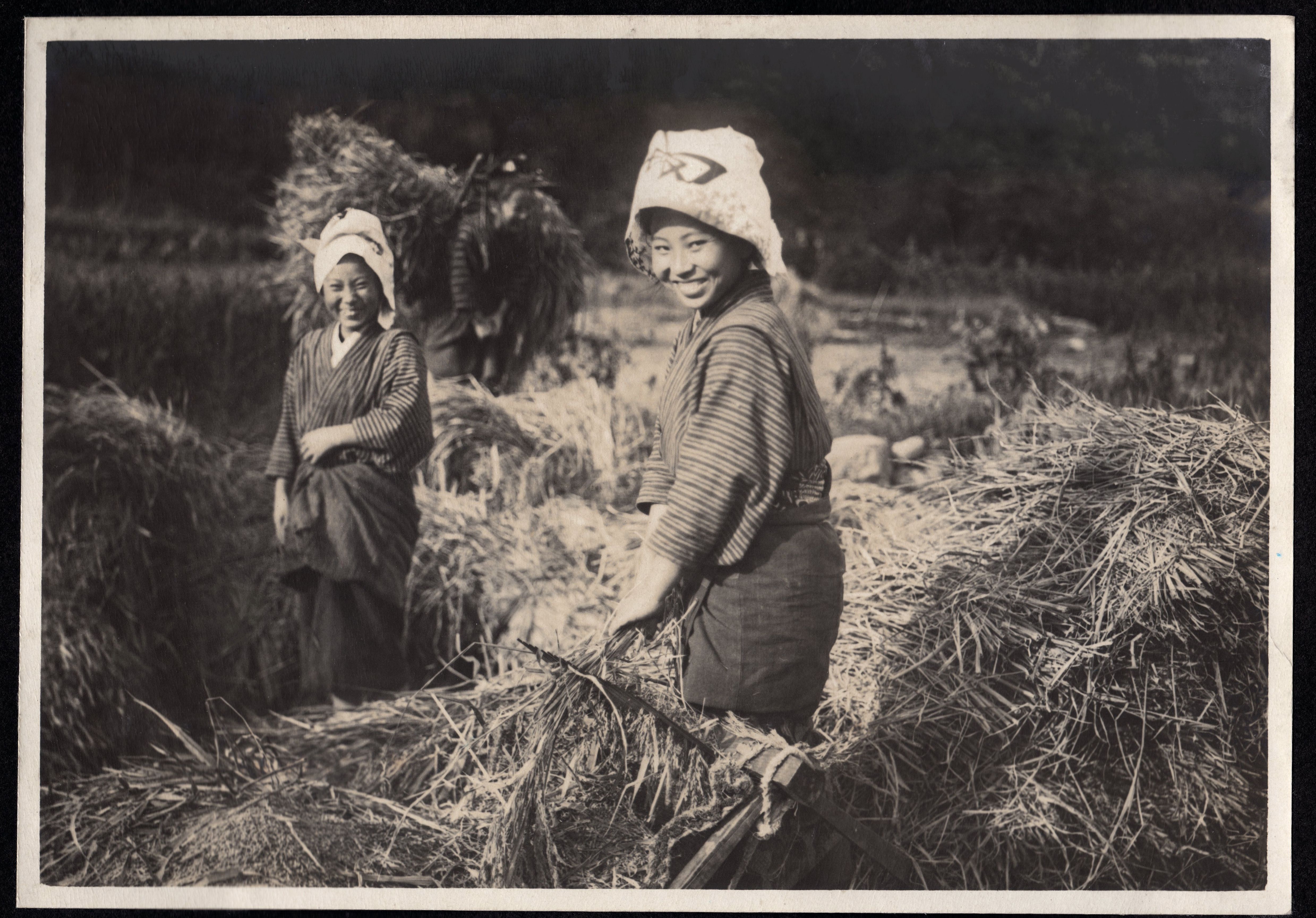
Agricultoras japonesas por volta de 1914-1918.

As mulheres sempre foram ativas na agricultura no Japão. As mulheres agricultoras têm, ao longo da história do Japão, permanecido em desvantagens em relação aos homens agricultores. Tradicionalmente, as mulheres agricultoras japonesas não só faziam trabalhos agrícolas, mas também cuidavam com os outros membros da família. Algumas trabalhavam em empregos a tempo parcial e, em seguida, voltavam para casa para fazer trabalhos agrícolas. A maioria das terras agrícolas no Japão é usada por pequenas fazendas familiares, embora outros tipos de coletivos agrícolas estão aparecendo no país. O governo japonês tem sido ativo no sentido de incentivar as mulheres a ter um desenvolvimento melhor na atividade da agricultura desde o início do século XXI.

## História
No Japão, pequenas fazendas familiares são a fonte dominante de agricultura no país e ao mesmo tempo o número de agricultores diminuiu ao longo dos anos, com as mulheres que trabalham como agricultoras ainda superando os homens. As pequenas propriedades eram tradicionalmente transmitidas de pai para o filho mais velho, e as mulheres não eram muitas vezes envolvidas em papéis de liderança nos comitês agrícolas ou cooperativas agrícolas. Devido a esta disposição, a agricultura manteve-se uma indústria dominada por homens. Até recentemente, as mulheres que queriam se tornar agricultoras sob este modelo tradicional, só conseguiriam alcançá-lo tendo nascido ou casando com um membro de uma família agrícola. Hoje, este padrão continua em algumas áreas, mas não tão predominante. Muitos homens também realizam trabalhos fora do campo agricultor para complementar a renda da família e assim, as mulheres tornam-se responsáveis por contribuir significativamente para o trabalho agrícola. A partir de 1976, as mulheres japonesas agricultoras passaram também a tomar empregos a tempo parcial para além do seu trabalho agrícola.

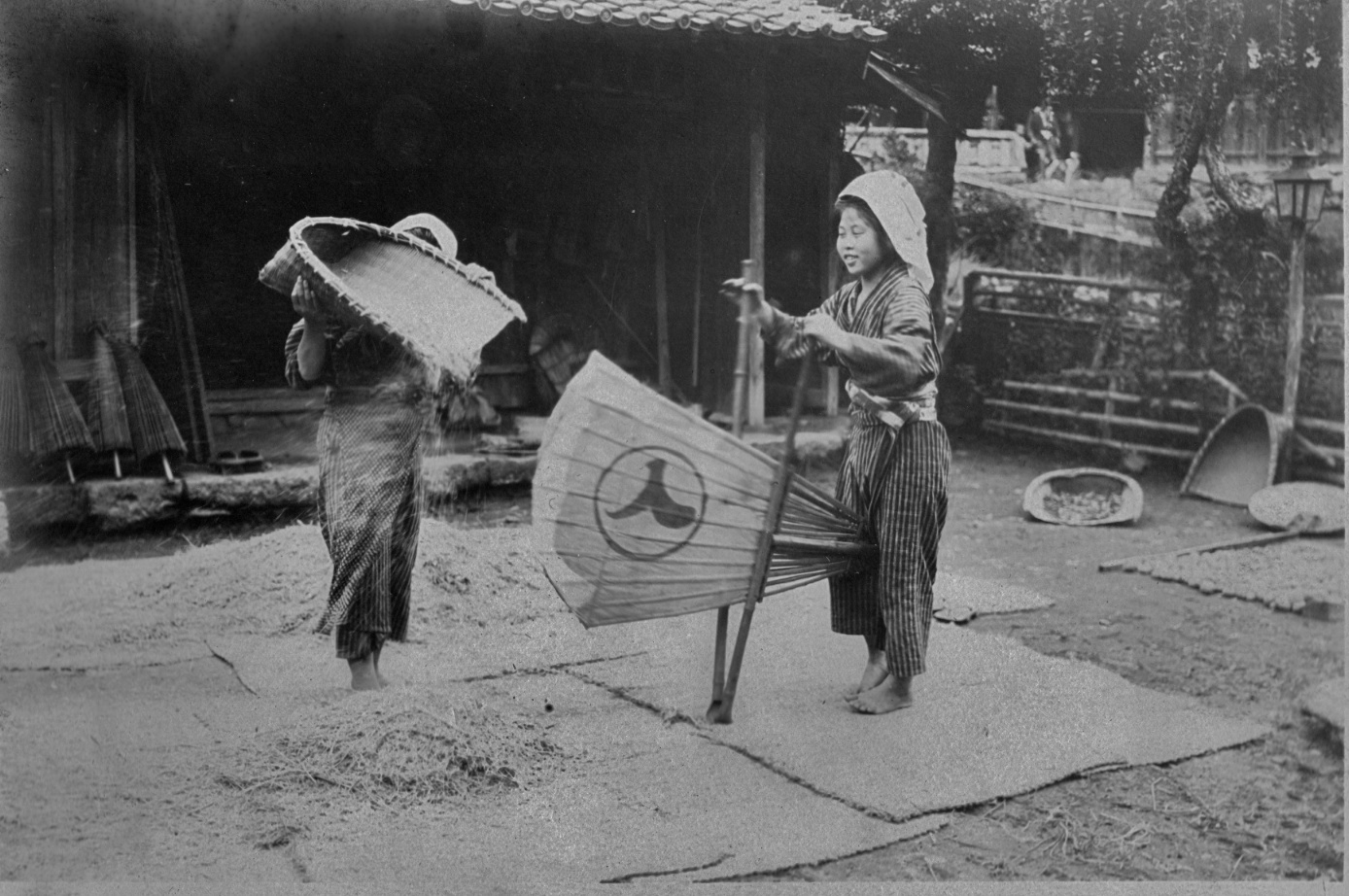
Meninas colhem grão de arroz. A menina do lado esquerdo esvazia uma cesta de grãos, enquanto a da direita usa um ventilador para soprar o joio longe dos grãos que caem. (1914-1918)

Após a Segunda Guerra Mundial, a produção agrícola diminuiu no Japão e muitas fazendas pertencentes a proprietários não-agrícolas foram transferidas para ex-inquilinos camponeses. Depois da guerra, as mulheres foram encorajadas a participar em organizações predominantemente dominadas por homens, mas com privilégios limitados. Até 2013, os agricultores japoneses produziam apenas 39% da demanda de alimentos no Japão.
Muitas normas tradicionais continuaram no Japão após a promulgação da Constituição de 1947. As mulheres rurais que trabalhavam em fazendas durante este tempo tiveram um duplo papel de cuidar de membros da família e trabalhar na fazenda. Como as mulheres começaram a trabalhar também fora da fazenda, elas eram esperadas para continuar a cultivar. Durante os anos 1980, houve uma grande mudança na demografia agrícola, com os jovens, especialmente as mulheres jovens, deixando o trabalho agrícola e indo trabalhar em áreas urbanas.
Em 1995, foi formada a maior associação agrícola de mulheres, a Inakano Heroine Wakuwaku (Heroínas rurais). A associação criou uma convenção nacional para a agricultura fomentada por mulheres, e passou a organizar palestras, seminários e produtos de câmbio. O setor agrícola foi considerado mais independentes do que em gerações anteriores. Em 1996, uma escola feminina chamada The Farm School (Redīsu Famu Sukūru) foi formada em Hokkaido para treinar as mulheres para se tornarem "senhoras agrícolas emancipadas".